# No. 2 Squadron RAAF
Le No. 2 Squadron est un squadron de la force aérienne royale australienne (RAAF) qui opère depuis la base Williamtown, près de Newcastle, en Nouvelle-Galles du Sud. Depuis sa formation en 1916 en tant qu'unité de l'Australian Flying Corps, l'escadron a utilisé divers types d'avions, notamment des chasseurs, des bombardiers et des appareils de détection et de contrôle aériens (AEW&C). Pendant la Première Guerre mondiale, l'escadron opère sur le front de l'ouest en effectuant des patrouilles de chasseurs et des missions d'attaque au sol. Il est dissous à la mi-1919, après la fin des hostilités. L'escadron est brièvement réactivé en 1922 dans le cadre de la création de la RAAF, mais il est dissous après seulement deux mois et n'est pas reformé avant 1937. Il combat en tant qu'unité de bombardiers dans le théâtre du Pacifique Sud-Ouest de la Seconde Guerre mondiale et, équipé de jets English Electric Canberra, durant l'insurrection communiste malaise et la guerre du Viêt Nam. L'escadron est à nouveau dissous en 1982, après le retrait des Canberra. Il est reformé en 2000 pour exploiter le Boeing 737 AEW&C « Wedgetail ». L'un des six Boeing 737 est déployé au Moyen-Orient en septembre 2014, dans le cadre de la contribution de l'Australie à la coalition militaire contre l'État islamique.

## Historique

### Première Guerre mondiale
Le No. 2 Squadron est créé le 20 septembre 1916 en tant qu'unité de l'Australian Flying Corps (AFC) à El Qantara, en Égypte, avec du personnel provenant principalement d'unités de l'Australian Light Horse de la première force impériale australienne (AIF). Peu après sa formation, sous le commandement du major Oswald Watt, l'unité est transférée au Royaume-Uni pour compléter son entraînement. Elle arrive à RAF Harlaxton (en) le 30 janvier 1917. Entre février et septembre 1917, l'escadron s'entraîne avec des unités du Royal Flying Corps avant d'être équipé de chasseurs Airco DH.5. Pour différencier l'escadron du No. 2 Squadron RFC britannique, il est connu des militaires britanniques sous le nom de « No. 68 Squadron RFC ». Cette terminologie n'a jamais été acceptée par l'AIF qui continue à utiliser la désignation AFC malgré tout, et en janvier 1918, la désignation britannique est officiellement abandonnée.

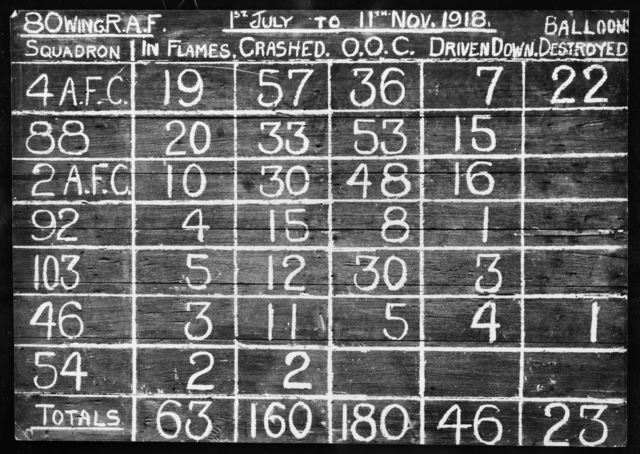
Serny, France, novembre 1918. Tableau d'enregistrement des réclamations concernant les avions détruits par la entre juillet et novembre 1918. Les escadrons répertoriés sont : No. 4 Squadron AFC, No. 88 Squadron RAF, No. 2 Squadron AFC,,,, et No. 54 Squadron RAF.

À la fin du mois de septembre 1918, l'escadron traverse la Manche en avion, atterrissant à Saint-Omer sans incident ni perte, et après avoir passé la nuit sur place, il déménage à Baizieux. Affecté à la 13th Army Wing, RFC, il entreprend ses premières opérations sur le front de l'ouest un mois plus tard. Sa première action majeure a lieu pendant la bataille de Cambrai en novembre et décembre, où il est fortement impliqué en tant qu'unité d'attaque au sol à basse altitude, attaquant les tranchées allemandes, mais subissant de lourdes pertes. Le 22 novembre, l'escadron abat son premier avion allemand en combat aérien lors d'une rencontre fortuite au cours d'une sortie d'attaque au sol. Après cela, plusieurs autres avions allemands sont abattus par les pilotes de l'escadron avant que celui-ci ne soit retiré des opérations en décembre pour être rééquipé de chasseurs Royal Aircraft Factory S.E.5a. En janvier 1918, l'escadron déménage à Savy, et le mois suivant, il remporte ses premières victoires avec ce nouveau type d'avion.
Au début de 1918, les Allemands lancent une grande offensive sur le front occidental après que l'effondrement de la Russie leur ait permis d'accroître leurs forces à l'ouest. Tombant initialement contre le flanc sud britannique, l'offensive repousse les Alliés de manière significative, et l'escadron est contraint de se retirer sur des terrains d'aviation plus éloignés du front, alors que les forces allemandes progressent régulièrement : le 2 avril, il se déplace de Savy à Bertangles, le 4 avril à La Bellevue, puis le 4 juin à Fouquerolles, où il reste jusqu'au 21 juin, date à laquelle il se déplace à Liettres pour soutenir les Français pendant l'offensive de la Marne. Pendant cette période, l'escadron est rattaché aux No. 10, 22 (en), 51 et 80 Wing RAF (en). Malgré les déménagements, l'escadron maintient un rythme opérationnel élevé, s'impliquant dans des combats aériens intenses lors des patrouilles de chasseurs, et étant également utilisé pour attaquer les forces terrestres allemandes en progression. Après l'arrêt définitif de l'offensive allemande, les Alliés lancent leur propre offensive en août autour d'Amiens, après quoi l'escadron est utilisé pour attaquer les aérodromes allemands et, lorsque les Allemands sont repoussés, pour attaquer les troupes allemandes au sol qui se retirent. Tout au long du mois d'octobre, dans un effort pour suivre l'avancée, l'escadron déménage trois fois et, lorsque l'armistice est signé en novembre, il est basé à Pont-à-Marcq.
Après la fin des hostilités, l'escadron se retire du Royaume-Uni en mars 1919 alors que le processus de démobilisation commence. Le 6 mai, son personnel embarque sur le transport Kaisar-i-Hind pour être rapatrié en Australie, date à laquelle l'escadron est dissous,,. Pendant la guerre, le No. 2 Squadron aura produit 18 as, dont Francis Smith (en), Roy Cecil Phillipps (le meilleur score de l'escadron), Roby Manuel (en), Henry Garnet Forrest (en), Adrian Cole, Eric Douglas Cummings (en), Richard Watson Howard (en), Frank Alberry (en), Ernest Davies (en) et James Wellwood (en). Le bilan total de l'escadron est de 94 avions abattus, 73 hors de contrôle et 18 descendus. Ses pertes s'élèvent à 25 personnes tuées et huit blessées.

### Seconde Guerre mondiale

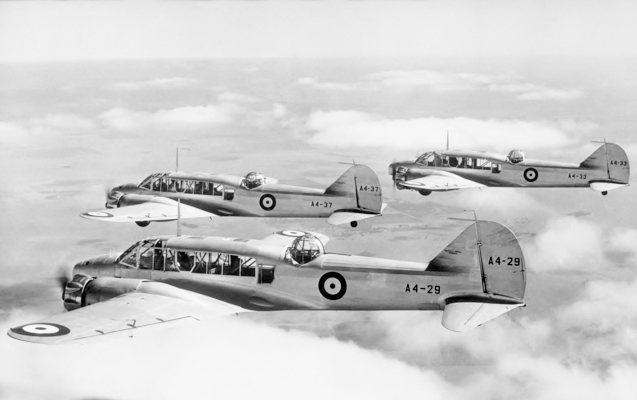
Avro Anson de la RAAF en 1938.

En 1922, le No. 2 Squadron est brièvement reformé au sein de force aérienne royale australienne nouvelle créée à Point Cook, dans l'État de Victoria, mais il ne dépasse jamais le stade d'unité cadre et est dissous quelques mois plus tard. Il est à nouveau reformé le 3 mai 1937 à Laverton. Après le début de la Seconde Guerre mondiale, sous le commandement du squadron leader Alan Charlesworth, l'escadron commence des opérations de patrouille maritime et d'escorte de convois au large de la côte est australienne, en utilisant des Avro Anson, avant d'être rééquipé de Lockheed Hudson en mai et juin 1940,.
Le wing commander Frank Headlam (en) prend le commandement de l'escadron en avril 1941 et, début décembre 1941, peu avant l'entrée en guerre du Japon, l'escadron déménage à Darwin, dans le Territoire du Nord, où il conserve son rôle maritime et déploie des détachements dans les îles situées au nord de l'Australie, notamment à Ambon, dans les Indes orientales néerlandaises. Après le début de la guerre du Pacifique, l'escadron organise des missions de reconnaissance et de bombardement contre les forces japonaises, en se concentrant sur les navires japonais. Les succès ne se font pas attendre, puisqu'un navire japonais de 306 tonnes (301 long ton ; 337 short ton) est lourdement endommagé le 8 décembre, mais de lourdes pertes sont également enregistrées très tôt. Au début de 1942, les détachements de l'escadron reviennent en Australie alors que les forces japonaises avancent vers le sud et attaquent les bases avancées de l'escadron. Le wing commander Tich McFarlane (en) prend le commandement de l'unité en avril. L'escadron poursuit ses opérations après son retour en Australie. Il maintient une intense campagne de bombardement contre les navires et les installations japonaises sur des îles comme Timor et Ambon, de mai à octobre, au cours de laquelle 13 équipages sont tués. Pour son service, l'escadron reçoit une US Presidential Unit Citation,.

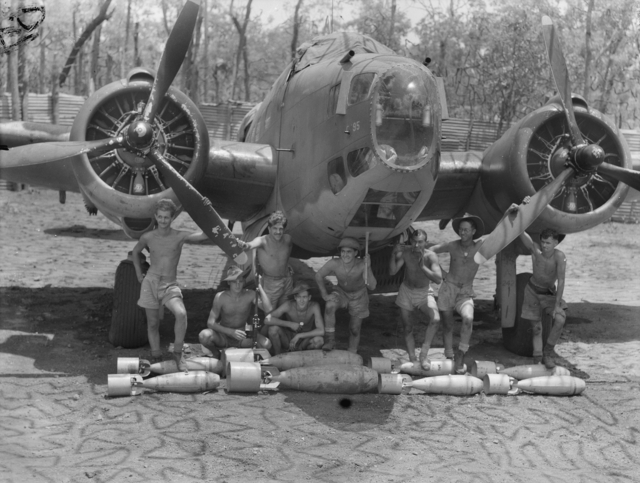
Équipage d'un Lokcheed Hudson du No. 2 Squadron en octobre 1942, sur la.

Tout au long de l'année 1942-1943, l'escadron poursuit les opérations avec ses Hudson contre les Japonais dans les Indes orientales et effectue le ravitaillement aérien des éléments de la Sparrow Force (en) qui combattent au Timor. À la fin de l'année 1943, l'escadron commence à s'entraîner avec le Bristol Beaufort, et achève sa conversion en janvier 1944. L'escadron n'exploite ce type d'appareil que brièvement, aux côtés d'un petit nombre de Hudson restants, avant de se convertir au North American B-25 Mitchell en mai. Après avoir été brièvement retiré des opérations, l'escadron reprend les missions de combat à la fin du mois de juin, se concentrant sur les frappes anti-navires, mais attaquant également les aérodromes japonais. Vers la fin de la guerre, le No. 2 Squadron se déplace à Balikpapan, sur l'île de Bornéo, où il est utilisé pour larguer des fournitures aux troupes alliées dans les camps de prisonniers de guerre japonais avant d'entreprendre des missions de transport après la fin des hostilités. L'escadron rentre en Australie à la mi-décembre 1945 et est dissous en mai 1946 à Laverton. Les pertes pendant la guerre s'élèvent à 176 tués.

### Après la Seconde Guerre mondiale

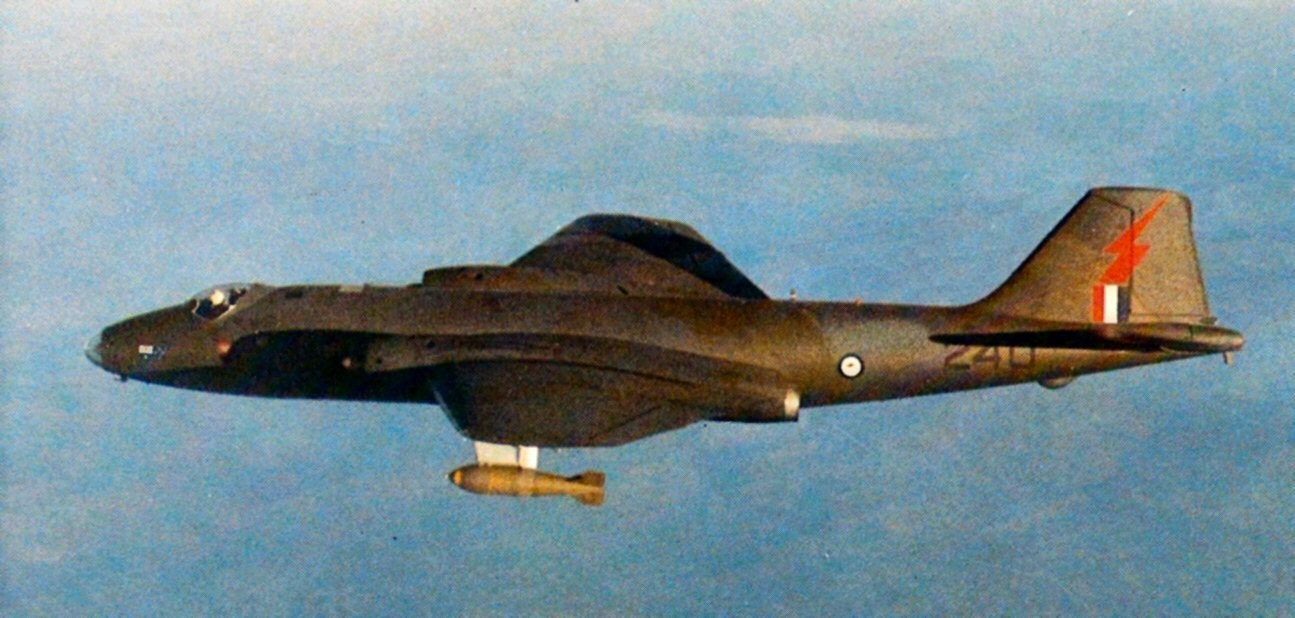
English Electric Canberra du No. 2 Squadron pendant la guerre du Viêt Nam en 1970.

Après la Seconde Guerre mondiale, l'escadron est brièvement reformé en escadron de communication basé à Mallala (en), en Australie-Méridionale, en juin 1947, avant qu'une réorganisation au début de l'année suivante ne lui donne le nom de No. 34 Squadron (en), tandis que le No. 21 Squadron (en), équipé d'Avro Lincoln sur la base aérienne d'Amberley, ne devienne le No. 2 Squadron. En 1953, l'escadron est rééquipé de English Electric Canberra, qu'il exploite ensuite depuis RAAF Butterworth pendant l'insurrection communiste malaise, après y avoir été déployé en 1958 pour relever le No. 1 Squadron équipé de Lincoln. Au cours de cette situation d'urgence, l'escadron entreprend des frappes aériennes contre les forces communistes et après la fin du conflit, il reste en Malaisie au début des années 1960 pendant la Konfrontasi, avant d'envoyer huit Canberra au Sud Vietnam en avril 1967 dans le cadre de l'engagement australien dans la guerre du Viêt Nam,.
Basée sur la base aérienne de Phan Rang (en), dans la province de Ninh Thuận, l'unité fait partie de la 35th Fighter Wing (35 TFW) de l'armée de l'air américaine. Entre avril 1967 et juin 1971, les Canberra effectuent environ 12000 sorties. Bien que l'escadron a initialement entrepris des attaques nocturnes de haut niveau, la majorité de ses opérations sont des attaques diurnes à basse altitude. Selon l'historien Steve Eather, l'escadron atteint un taux de réussite élevé, représentant 16 % des dégâts des bombes du 35 TFW alors qu'il n'a effectué que 5 % des missions, tout en maintenant un taux d'aptitude au service de 97 à 98 %,. Il largue 76 389 bombes et est crédité de 786 morts confirmés et de 3 390 morts estimés, ainsi que de la destruction de 8 637 structures, 15 568 bunkers, 1 267 sampans et 74 ponts. Un avion de l'escadron répond à un appel de détresse le 24 avril 1969 et, contre les ordres opérationnels, bombarde un site au Cambodge (Fishhook (en)) où les forces spéciales américaines sont bloquées. 
Deux membres d'équipage sont tués, deux membres de l'escadron sont morts de maladie et trois d'accidents pendant la guerre, et deux Canberra sont abattus en 1970 et 1971. L'un d'eux est abattu par un missile surface-air dont les membres d'équipage - dont le commandant de l'escadron, le wing commander Frank Downing - s'éjectent en toute sécurité et sont secourus par hélicoptère, et l'autre est perdu lors d'un bombardement près de la frontière du Laos. Les membres d'équipage de ce dernier appareil, le flying officer Michael Herbert et le pilot officer Robert Carver, ne sont pas retrouvés pendant la guerre et sont portés disparus au combat ; toutefois, l'épave de leur Canberra est finalement localisée en avril 2009 et leurs restes sont rapatriés en Australie. L'escadron reçoit la Croix de la Vaillance et une Air Force Outstanding Unit Award pour son service au Viêt Nam,. Pendant le déploiement, les avions de l'escadron utilisent l'indicatif d'appel « Magpie » en reconnaissance de l'emblème de l'escadron.

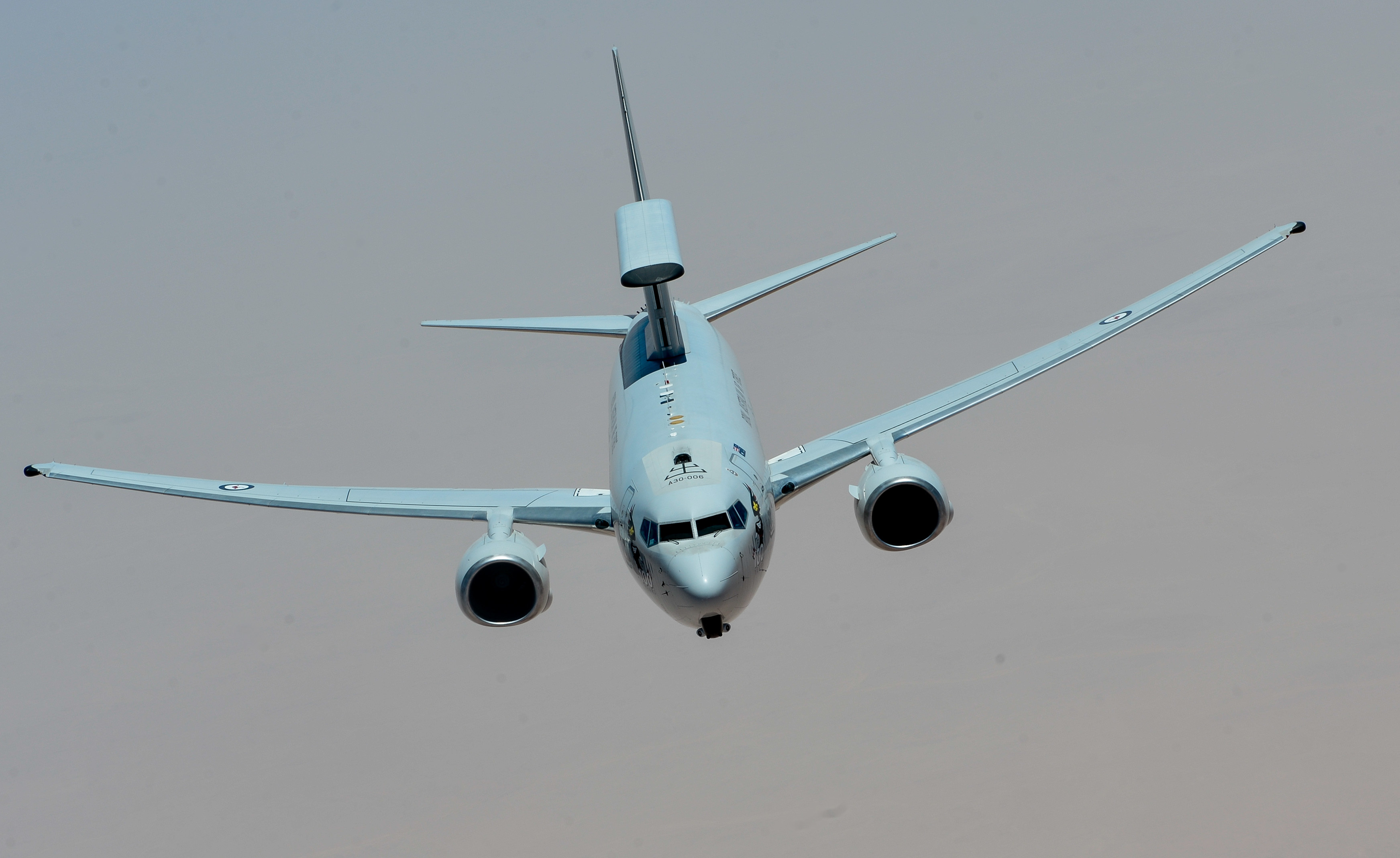
Un Boeing 737 AEW&C du No. 2 Squadron lors d'un déploiement au Moyen-Orient en 2017

L'escadron retourne en Australie en 1971, après avoir été déployé à l'étranger pendant un total de 13 ans. Après le Viêt Nam, le No. 2 Squadron est basé à Amberley. Il reprend brièvement son rôle de bombardier à l'entraînement, mais au cours des dernières années des opérations du bombardier Canberra au sein de la RAAF, il est principalement utilisé pour le remorquage de cibles en soutien à la flotte de chasseurs Dassault Mirage III de la RAAF et pour la photographie afin de soutenir la cartographie aérienne de l'Australie et d'autres endroits, notamment la Papouasie-Nouvelle-Guinée, la Nouvelle-Guinée occidentale et les îles Cocos et Christmas. Finalement, les bombardiers Canberra de l'escadron sont retirés du service et l'escadron est dissous fin juillet 1982,.
L'escadron est reformé en janvier 2000 pour exploiter des Boeing 737 de détection et de contrôle aériens (AEW&C) achetés dans le cadre du projet Wedgetail, à partir des bases aériennes Williamtown et de base aérienne Tindal (en). Le 26 novembre 2009, la RAAF accepte les deux premiers des six Boeing 737, et à la fin de 2010, l'escadron commence à s'entraîner. En 2011, après une période de formation de conversion pour ses équipages, il participe à l'Exercice Talisman Saber (en) avec les forces américaines et australiennes. L'escadron fait partie de la No. 42 Wing (en) du groupe de surveillance et de réaction, qui est responsable de la capacité AEW&C de la RAAF. Le 14 septembre 2014, le gouvernement fédéral s'engage à déployer l'un des Boeing 737 de l'escadron sur la base aérienne d'Al Minhad aux Émirats arabes unis, dans le cadre d'une coalition visant à combattre les forces de l'État islamique en Irak. L'avion commence à effectuer des missions en Irak le 1er octobre.